# Janis Danilsons
Janis Danilsons, född 13 februari 1919, död 10 juli 2020 i Kungsåra distrikt, Västerås, var en lettisk-svensk konstnär, född i Lettland.
Danilsons utbildades vid konstakademin i Riga. Han studerade konst i Paris och ställde ut separat på Lilla Galleriet i Stockholm 1949. Konstkritikern Emmy Melin skrev i tidskriften Konstrevy efter utställningen att det var En ojämn men fascinerande utställning. Han medverkade även i flera samlingsutställningar. Danilsons avled 101 år gammal och är gravsatt på Irsta kyrkogård.